# Zbigniew Makarewicz
Zbigniew Makarewicz (ur. 27 września 1940 w Wilnie) – polski artysta współczesny związany z formacją neoawangardową, rzeźbiarz i performer, krytyk sztuki i dziennikarz, organizator życia artystycznego, działacz społeczno-polityczny i opozycjonista. Profesor zwyczajny i nauczyciel akademicki w Akademii Sztuk Pięknych im. Eugeniusza Gepperta we Wrocławiu.

## Życiorys

### Wykształcenie
Ukończył Liceum Ogólnokształcące im Stanisława Dubois w Koszalinie.
W latach 1958–1965 studiował na Wydziale Ceramiki w Państwowej Wyższej Szkole Sztuk Plastycznych we Wrocławiu, w pracowniach Xawerego Dunikowskiego i Apolinarego Czepelewskiego, gdzie w 1965 r. otrzymał dyplom z wyróżnieniem w zakresie rzeźby.
W 1995 r. obronił doktorat w zakresie sztuki na Wydziale Rzeźby Akademii Sztuk Pięknych w Warszawie, zatytułowany Konstrukcje, rekonstrukcje, dekonstrukcje. W 1999 r. uzyskał na tym samym wydziale habilitację na podstawie rozprawy Specjalne Projekty Przestrzenne, a rok później został profesorem nadzwyczajnym na Wydziale Malarstwa i Rzeźby ASP we Wrocławiu. W 2009 r. został mianowany profesorem zwyczajnym.

### Praca zawodowa
W latach 1964–1965 pracował jako technik plastyk w Muzeum Zoologicznym Uniwersytetu Wrocławskiego. Rok później został asystentem na Wydziale Rzeźby PWSSP we Wrocławiu (1966–1967). Następnie rozpoczął pracę jako nauczyciel rzeźby we Wrocławskim Państwowym Ognisku Kultury Plastycznej, gdzie pozostał zatrudniony do 1971 r.
W latach 1970–1972 pracował jako projektant we wrocławskim „Miastoprojekcie”. Następnie pełnił funkcję instruktora ds. dokumentacji sztuki w Wydziale Kultury Powiatowej Rady Narodowej we Wrocławiu (1972–1973), w ramach zainicjowanego przez Jerzego Ludwińskiego Centrum Badań Artystycznych – Ośrodka Dokumentacji Sztuki, mającego na celu gromadzenie informacji i źródeł na temat wymykającej się instytucjom sztuki neoawangardowej, niejednokrotnie efemerycznej.
W latach 1973–1975 pracował ponownie jako pedagog – był instruktorem plastyki w Dzielnicowym Domu Kultury Dzieci i Młodzieży we Wrocławiu.
Od 1976 do 1979 był zawodowo związany z Zieloną Górą: pracował jako dziennikarz dwutygodnika „Nadodrze”, a także jako wykładowca w Wyższej Szkole Pedagogicznej (1977–1978).
W latach 1978–1983 oraz 1989–1994 pełnił funkcję kierownika Galerii X w zaułku Stare Jatki we Wrocławiu, która w pewnym stopniu kontynuowała działalność Ośrodka Dokumentacji Sztuki. Od 1983 pozostawał bez stałego zatrudnienia i utrzymywał się z pomocy podziemnych struktur „S”, prac zleconych czy opracowań dla Instytutu Sztuki PAN. Współpracował z mieszczącą się w podziemiach kościoła św. Marcina we Wrocławiu Galerią Na Ostrowie jako krytyk.
Od 1990 r. kierował Studium Nauk Humanistycznych na PWSSP we Wrocławiu, w latach 1995–2000 był kierownikiem Zakładu Historii Sztuki i Filozofii. Od 1994 r. był wykładowcą rzeźby na Wydziale Architektury Wnętrz i Wzornictwa Przemysłowego, a następnie od roku 2000 na Wydziale Malarstwa i Rzeźby, gdzie od 2001 r. prowadzi dyplomującą pracownię rzeźby oraz wykłady z przedmiotów teoretycznych.
Juror w konkursach plastycznych i przeglądach artystycznych.

### Twórczość i działalność artystyczna
Główne kierunki jego aktywności artystycznej to z jednej strony formy przestrzenne (rzeźby, instalacje, projekty), z drugiej rysunek, a z trzeciej tzw. sztuka pojęciowa, pokrewna konceptualizmowi, w tym sztuka kolekcji czy poezja konkretna. Czwartym nurtem jego twórczości są performatywne praktyki parateatralne, takie jak happening czy performans. Jak charakteryzuje jego twórczość Maria Matuszkiewicz:
Sięgając po różne środki wyrazu: rzeźbę, instalację, happening i komentarz słowny, Makarewicz tworzy wielowarstwowe prace, łączące różne formuły stylistyczne i gatunki, jak sztuki plastyczne i teatr. Instalacjom zbudowanym z niepotrzebnych przedmiotów towarzyszą odczyty i happeningi. Twórczość Makarewicza cechuje szczególne nawarstwianie znaczeń. Poszczególne realizacje czy samodzielne prace funkcjonują w obrębie większej całości, należą do rozciągniętego w czasie procesu artystycznego. Raz wyodrębnione zgrupowania przedmiotów, nie są skończonymi dziełami, lecz mają charakter otwarty – Makarewicz przekształca je i tworzy z nich nowe konfiguracje. Działania artysty mają często charakter ironiczny, są prześmiewczym komentarzem do oficjalnych form kultury i sztuki.
Swoją aktywność artystyczną rozpoczął w obszarze teatru – w 1957 r. współtworzył Klub Młodych i Teatr Eksperymentalny przy Wojewódzkim Domu Kultury w Koszalinie, w 1958 r. założył w tym samym mieście amatorską grupę Stowarzyszenie Bezczelników Polskich, a następnie był aktywny we Wrocławiu w teatrach studenckich: w Kalamburze (1958–1961), teatrze Turoń (1963–1965) czy kabarecie „Kalamburek”.
Zadebiutował w 1968 r. wystawą Kompozycja Przestrzeni Emocjonalnej „Ciągłe spadanie”, zorganizowaną wraz z Barbarą Kozłowską, Ernestem Niemczykiem, Wiesławem Rembielińskim i Ryszardem Zamorskim. Jak pisze Matuszkiewicz, ekspozycja „miała charakter instalacji zbudowanej z nagromadzonych przedmiotów, m.in. pudeł, opakowań oraz fragmentów architektonicznych, pochodzących z wykopalisk archeologicznych. Ważnymi elementami pokazu były światło i dźwięk oraz odbywające się w tak zaaranżowanej przestrzeni happeningi”.
W tym samym roku odbyła się jego indywidualna wystawa w Galerii Pod Moną Lizą pt. Rozbiór dramatyczny przedmiotu. Ekspozycja miała charakter environmentu złożonego z kilku rzeźb o charakterze asamblaży, tj. wykonanych z gotowych przedmiotów, m.in. prace Łaźnia, Die Heldenbrust (Pierś bohatera) czy Soldaten Kammeraden (Towarzysze broni). Łaźnia składała się z pnia, rury od piecyka, spłuczki toaletowej, ręcznika oraz kawałka szarego mydła, a sam artysta tak komentował wymowę dzieła:
Tematem była zbrodnia ludobójstwa, a nie poczciwe instalacje higieniczne. Łaźnia stąd, że takimi napisami oznaczano wejścia do komór gazowych w niemieckich obozach koncentracyjnych dla zmylenia ofiar. W języku polskim funkcjonuje też metaforyczne określenie ‘krwawa łaźnia’ oznaczające szczególnie mordercze starcia między przeciwnymi stronami konfliktu.

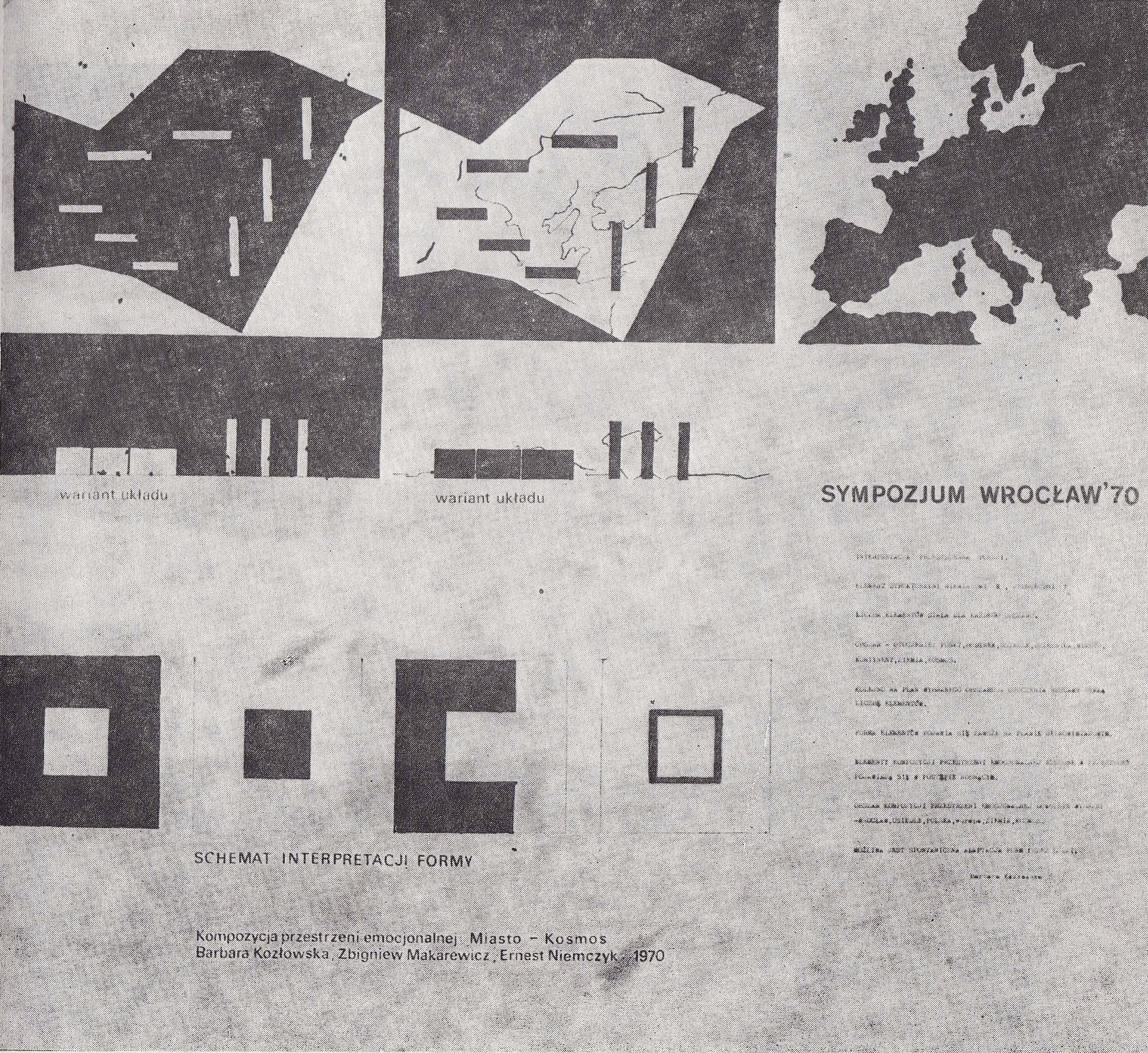
B. Kozłowska, Z. Makarewicz, E. Niemczyk, Kompozycja przestrzeni emocjonalnej „Miasto – Kosmos”, 70.

Przedmioty te Makarewicz nazywał później „psychoprzedmiotami” czy „przedmiotami intencjonalnymi”. Jak wskazuje Matuszkiewicz, „Noszący ślady zużycia przedmiot jako ślad przeszłości, zdolny przywoływać pamięć, nabierał dla artysty cech psychicznych. Psychiczne treści przypisywał Makarewicz nie tylko przedmiotom, ale też przestrzeniom lub miejscom” – w następnych latach w jego twórczości pojawiały się „kompozycje przestrzeni emocjonalnej”. Posługiwanie się objets trouvés wiąże się w jego tworczości z zainteresowaniami archeologicznymi, przepracowywaniem pamięci oraz oficjalnych narracji, czy z zawłaszczeniami historii przez propagandę. „Potrzeba archeologii związana była z doświadczeniem nieciągłości, braku tradycji, systematycznego wymazywania i zawłaszczania pamięci. Takiego wydobywania z niepamięci wymagało zdaniem artysty nie tylko to, co ginęło w wyniku historycznych katastrof, ale też teraźniejszość, poddawana nieustannej ideologicznej obróbce,” jak pisze Matuszkiewicz. Konsekwencją tych zainteresowań było także podjęcie przez Makarewicza pracy w Ośrodku Dokumentacji Sztuki (zob. Praca zawodowa i organizacyjna), a po jego zamknięciu w 1973 r. kontynuował pracę dokumentacyjną za pomocą licznych tekstów o sztuce (zob. Działalność krytyczna, naukowa i popularyzatorska).

W 1969 r. artysta zaprezentował Cybernetyczny Układ Sterujący, na który składały się lampa połączona z kałamarzem za pomocą drutu, słoiki oraz schowana w pokrowcu "pała". Praca ta w ironiczny sposób wykorzystywała motyw postępu cywilizacyjnego: "W tym absurdalnym zestawieniu: nazwy – odnoszącej się do najnowszych zdobyczy techniki, ze stertą rupieci przywołującą zgrzebną rzeczywistość PRL-u, krytyk Andrzej Kostołowski odczytał kpinę z języka propagandy, jakim posługiwały się władze". W tym samym czasie artysta zaprezentował za pomocą enigmatycznych plansz i wykresów Formułę X – konceptualną pracę umożliwiającą rozmaite formy realizacji, np. w postaci projekcji filmowej, koncertu na skrzypce, pudła czy kija i dyrygenta. 

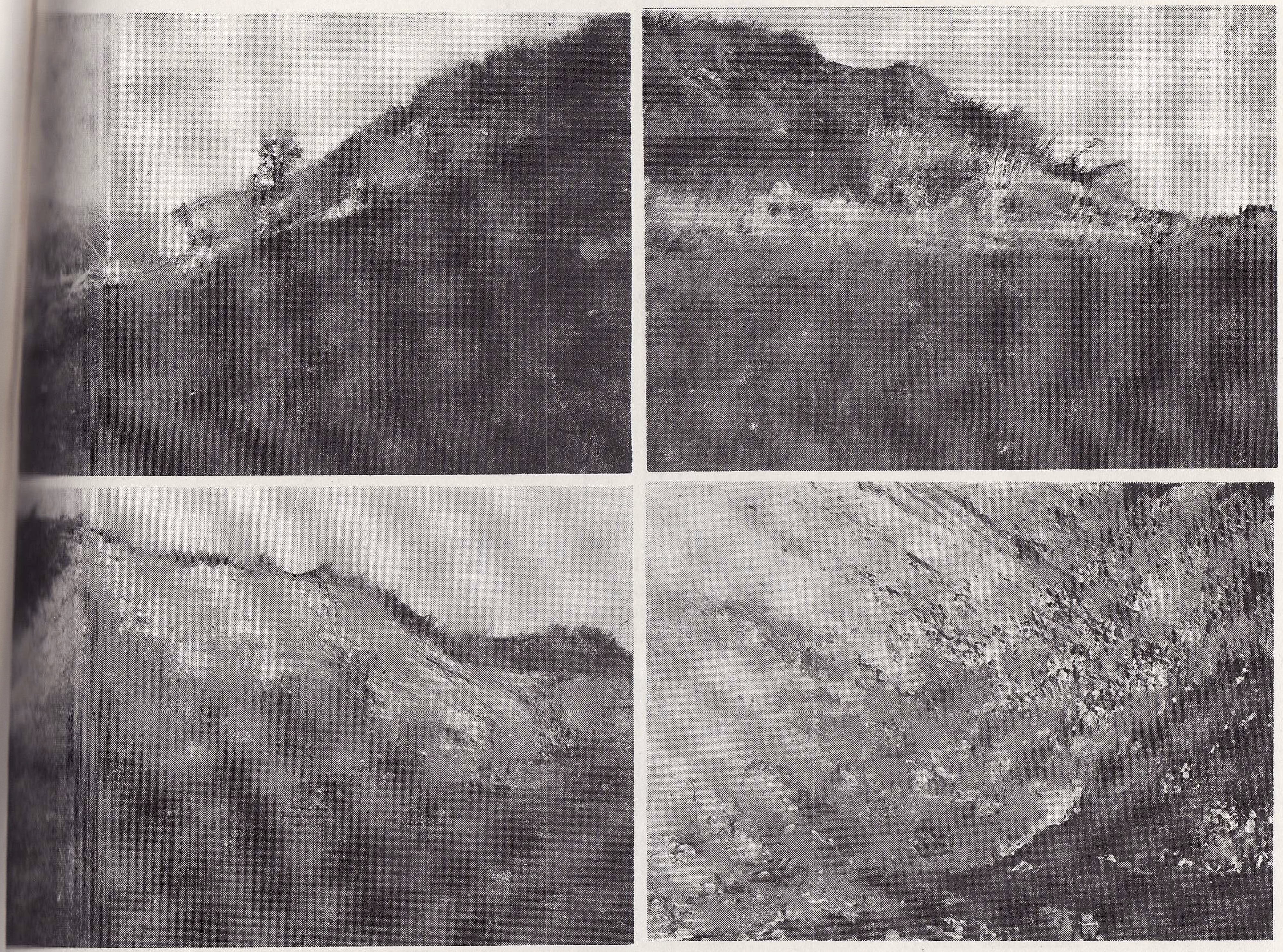
Z. Makarewicz, Zdjęcie, 1970; fragment pracy Z. Makarewicza i E. Niemczyka pt. „Muzeum Archeologiczne” – kompozycja przestrzeni emocjonalnej, 70.

Makarewicz był uczestnikiem i współorganizatorem Sympozjum Plastycznego Wrocław ’70 (Wrocław, 1970), a także współredaktorem (wraz z Danutą Dziedzic) wydanego w 1983 r. katalogu dokumentującego to wydarzenie. Jako uczestnik Sympozjum zaproponował we współpracy z Ernestem Niemczykiem artystyczno-badawczą pracę Archeologia Festung Breslau, na którą składać się miały badania archeologiczne przeprowadzone przez zespół naukowy z Uniwersytetu Wrocławskiego i Politechniki Wrocławskiej oraz instalacja „Muzeum Archeologiczne” – kompozycja przestrzeni emocjonalnej. Na pracę tę składały się pozostałości życia codziennego i zniszczeń wojennych, wydobyte z gruzowiska przy ul. Ślężnej. Częścią tej propozycji była również instalacja Zdjęcie, składająca się z zestawu fotografii oraz odlewów gipsowych wybranych powierzchni ulic Wrocławia. Makarewicz i Niemczyk byli też członkami zespołu powołanego przez Barbarę Kozłowską, który zaproponował projekt Kompozycja Przestrzeni Emocjonalnej „Miasto – Kosmos”. Makarewicz jest twórcą określenia „Ostatni Zjazd Awangardy” oraz propagatorem upamiętnienia tego wydarzenia w przestrzeni publicznej Wrocławia (wraz z Wojciechem Stefanikiem) – inicjatorem konferencji Sympozjum Wrocław '70 czterdzieści lat później w Muzeum Architektury we Wrocławiu w 2010 r., rekonstrukcji Żywego Pomnika „Arena” Jerzego Beresia czy realizacji monumentalnej rzeźby Krzesło, zaprojektowanej przez Tadeusza Kantora.
Brał udział w licznych plenerach i sympozjach, m.in. plenerze osieckim w 1970 r., IV Biennale Form Przestrzennych w Elblągu „Zjazd Marzycieli” w 1971 r. czy w toruńskim plenerze rzeźbiarskim z okazji 500. rocznicy urodzin Mikołaja Kopernika w 1973 r., gdzie był jedynym twórcą z kręgów neoawangardy.
Jego aktywność opozycyjna (zob. Działalność opozycyjna) spowodowała represje ze strony władz PRL, w konsekwencji czego w latach 1981–1989 Makarewicz miał ograniczoną możliwość publicznej prezentacji swoich prac. Współpracował więc z galeriami alternatywnymi w Polsce, z Richard Demarco Gallery prowadzoną przez Richarda Demarco w Edynburgu czy z Museum Modern Art, założoną przez Gerarda Kwiatkowskiego w niemieckim Hünfeld.
Od 2007 roku organizuje Mały Festiwal Makarewicza (w sezonie 2010/2011 odbyła się Edycja Światowa), czyli serię wydarzeń artystycznych – wystaw, pokazów i spotkań – prezentujących twórczość własną artysty oraz zaproszonych przez niego gości z kraju i z zagranicy.
Twórczość Makarewicza prezentowana była na ok. 30 wystawach indywidualnych i 70 zbiorowych.
Jego prace znajdują się w zbiorach: Muzeum Narodowego w Warszawie, Muzeum Narodowego we Wrocławiu, Muzeum Sztuki Nowoczesnej w Niepołomicach, Museum Modern Art Hünfeld, Centro Cultural w Sao Paolo w Brazylii oraz są w posiadaniu osób prywatnych.

### Działalność krytyczna, naukowa i popularyzatorska
Od 1972 r. aktywnie publikuje teksty z zakresu krytyki, historii i teorii sztuki – jest autorem przeszło 200 artykułów, w tym 70 naukowych, poświęconych historii sztuki nowoczesnej. Publikował w takich czasopismach jak m.in. „Wiadomości”, „Odra”, „Sigma”, „Nadodrze”, „Tygodnik Powszechny”, „Nowe Życie”, „Że”, „Projekt”, „Format”, „Rzeźba Polska”, „Orońsko”, „Parergon”, „Pryzmat”, ”The Medal” czy „Neues Glass”. W latach 2003–2006 był uczestnikiem prac Komisji Programowej i współredaktorem wydawnictwa Środowisko akademickie Wrocławia – Twórcy i ich uczniowie 1945-2005.
W latach 1990–1992 popularyzował wiedzę o sztuce we wrocławskiej telewizji, gdzie prowadził programy Człowiek i przestrzeń (z Michałem Jędrzejewskim) oraz Nocny Marszand, a także w ramach wykładów i publikacji Dolnośląskiego Festiwalu Nauki w latach 2003–2005. Był konsultantem i współpracownikiem Barbary Maroń w ramach wyreżyserowanego przez nią filmu dokumentalnego Artystyczne awangardy Wrocławia lat 60. i 70 XX wieku: śladami absolwentów Państwowej Wyższej Szkoły Sztuk Plastycznych (2014).

### Działalność społeczna i polityczna
W czasie studiów był członkiem Związku Młodzieży Wiejskiej, w tym przewodniczącym Zarządu Uczelnianego oraz wiceprzewodniczącym Okręgowej Rady Studenckiej ZMW. W tym samym czasie był także członkiem Zrzeszenia Studentów Polskich, w tym w latach 1960–1961 przewodniczącym Rady Uczelnianej.
Od 1966 r. jest członkiem ZPAP. Od 1979 r. pełnił funkcję skarbnika, a w roku następnym objął również funkcję rzecznika prasowego Zarządu Okręgu i Zarządu Głównego ZPAP. W latach 1989–1993 prezes Zarządu Głównego ZPAP.
W latach 1976–1979 był członkiem grupy Oriens, która udzielała pomocy Kościołowi na Wschodzie oraz Polakom w ZSRS. Był także współpracownikiem Centralnego Ośrodka Duszpasterstw Akademickich. W 1988 r. był uczestnikiem Tygodni Kultury Chrześcijańskiej we Wrocławiu – 25 października wygłosił prelekcję w kościele Opieki św. Józefa.
W latach 1979–1981 – w kierowanej przez siebie Galerii X na wrocławskich Jatkach – prowadził punkt kolportażu wydawnictw niezależnych, takich jak „Robotnik”, „Biuletyn Informacyjny” czy „Gazeta Polska”, wydawanych m.in. przez KSS KOR czy KPN.
W sierpniu 1980 był redaktorem projektu uchwały ZPAP popierającej wydarzenia na Wybrzeżu, która została przyjęta i przedstawiona delegacji partyjno-rządowej przed podpisaniem Porozumień w Gdańsku. We wrześniu 1980 r. został działaczem „Solidarności”. W latach 1980–1992 był reprezentantem ZPAP w Komitecie Porozumiewawczym Stowarzyszeń Twórczych i Naukowych: w latach 1980–1981 był członkiem Komisji ds. Cenzury, odpowiedzialnej za społeczny projekt Ustawy o kontroli publikacji i widowisk z 31 VII 1981, a także członkiem zespołu ds. negocjacji kształtu tejże ustawy z rządem. Był gościem I Krajowego Zjazdu Delegatów NSSZ „Solidarność”, a w grudniu 1981 r. był współorganizatorem i uczestnikiem obrad IV Kongresu Kultury Polskiej.
Po wprowadzeniu stanu wojennego został współpracownikiem Regionalnego Komitetu Strajkowego „S” Dolny Śląsk, – był łącznikiem pomiędzy RKS a Tymczasową Komisją Koordynacyjną „S” i grupą doradców oraz pomiędzy członkami tajnych struktur „S” we Wrocławiu i osobami z Warszawy (m.in. z Ewą Szemplińską, łączniczką Zbigniewa Romaszewskiego).
Był inwigilowany, przeszukiwany i podsłuchiwany zarówno w mieszkaniu prywatnym, w pracowni, jak i w lokalu Galerii X. Został zatrzymany 9.11.1982 r., a dwa dni później internowany w Ośrodku Odosobnienia w Strzelinie. Od 29.11.1982 r. przebywał na przepustce, a w dn. 3.12.1982 został zwolniony. Ponieważ kontynuował działalność podziemną został ponownie zatrzymany 23.02.1983 r. i następnie aresztowany jako podejrzany o zdradę tajemnicy państwowej. Ze względu na stan jego zdrowia w dn. 28.07.1983 areszt został uchylony przez Sąd Rejonowy dla Wrocławia-Śródmieście. Następnie 11.02.1984 r. został skazany wyrokiem tego samego sądu na karę roku pozbawienia wolności w zawieszeniu na 2 lata oraz grzywnę. Makarewicz odwołał się od tego wyroku i w efekcie toczące się przeciw niemu śledztwo zostało umorzone na podstawie ustawy o amnestii przez Sąd Wojewódzki we Wrocławiu w dn. 25.07.1984 r.
W okresie 28.11.1980–29.03.1983 r. był rozpracowywany przez Wydział III A i Wydział V Komendy Wojewódzkiej MO we Wrocławiu w ramach SOR o kryptonimie Sum-2. Od 12.08 do 20.12.1982 rozpracowywany przez Wydział IV Departamentu III MSW w ramach SOS o kryptonimie Protest. Od 18.06.1983 r. do 6.12.1988 r. ponownie przez Wydział III KW MO/WUSW we Wrocławiu – SOR „Filozof”.
W latach 1990–2008 był członkiem Rady Programowej Centrum Rzeźby Polskiej w Orońsku, gdzie w latach 2003–2005 pełnił funkcję przewodniczącego. Był też współzałożycielem i w latach 2004–2009 członkiem Rady Artystycznej Dolnośląskiego Towarzystwa Zachęty Sztuk Pięknych. W latach 2007–2008 członek Zespołu Sterującego w Narodowym Centrum Kultury w Warszawie, w Programie Operacyjnym Ministerstwa Kultury i Dziedzictwa Narodowego „Znaki Czasu”.
W latach 1996–2002 był przewodniczącym Ruchu Odbudowy Polski we Wrocławiu. W wyborach parlamentarnych w 1997 bez powodzenia ubiegał się o mandat poselski z listy tego ugrupowania w województwie wrocławskim (otrzymał 2337 głosów). W wyborach samorządowych w 1998 bez powodzenia ubiegał się o mandat radnego sejmiku dolnośląskiego z listy koalicji Ruch Patriotyczny Ojczyzna, a w wyborach w 2002 kandydował do rady miasta Wrocławia z ramienia komitetu Nasz Wrocław.
Członek Stowarzyszenia Dziennikarzy Polskich oraz Towarzystwa im. Św. Brata Alberta.

## Twórczość

### Wybrane prace
- Ciągłe spadanie, 1968, instalacja multimedialna (z Barbarą Kozłowską, Ernestem Niemczykiem, Wiesławem Rembielińskim i Ryszardem Zamorskim),
- Rozbiór dramatyczny przedmiotu, 1968, instalacja,
- Paradoksalne Pamięciowe Pojemniki Pojęciowe, 1968–1988,
- Cybernetyczny Układ Sterujący,1969-2007, cykl instalacji,
- Psychoprzedmioty, cykl asamblaży, m.in.: Pralnia, 1969–1998; Łaźnia, 1969–2003; Towarzysze broni,
- projekt Muzeum Archeologiczne – Festung Breslau, 1970 (Ernestem Niemczykiem),
- Dzień po dniu, 1976 i 1996 („multimedialne działanie procesualne w interakcji z publicznością”[4]),
- Hand painting, 1978 i 1979 („multimedialne działanie procesualne w interakcji z publicznością”[4]),
- X – Totalna wizualizacja, 1978, wideoinstalacja,
- Przedstawienia Wykładu Formuły X, 1968–2003,
- Niebieskie jest niebo, 1968,
- Pomnik Stu Milionów Ofiar Komunizmu, 1999–2005,
- Motywy szkockie, 1983–1989, seria rysunków[4].

### Wystawy indywidualne
- 1965 – Natura rzeźby, Galeria Piwnica Świdnicka, Wrocław,
- 1968 – Rozbiór dramatyczny przedmiotu, Galeria Pod Moną Lizą, Wrocław,
- 1969 – Wystawa sztuki, Galeria BWA, Wrocław,
- 1973 – Galeria PI, Kraków,
- 1976 – Dzień po dniu, Galeria Awangarda, BWA, Wrocław,
- 1977 – Salon BWA, Zielona Góra,
- 1979 – Galeria Akumulatory 2, Poznań; Galeria X, Wrocław,
- 1981 – Galeria Autorska, Wrocław,
- 1988 – Ośrodek Działań Plastycznych, Wrocław,
- 1989 – Galeria Działań, Warszawa,
- 1990 – Pokątny Podział Przestrzeni, Galeria Piwna 20/26, Warszawa,
- 1991 – Paradoksalne Pamięciowe Pojemniki Pojęciowe, Galeria Labirynt 2, Lublin; Galeria Na Piętrze, Toruń,
- 1996 – Przedmioty intencjonalne, Galeria Sztuki Współczesnej, Opole; Trzy przestrzenie, Galeria Działań, Warszawa
- 1998 – Rzeźby i nie-rzeźby, Muzeum Rzeźby Współczesnej, Orońsko; Psychoprzedmioty 1968-1998, Bałtycka Galeria Rzeźby, Ustka[1],
- 2012 – Formuła X i motywy szkockie, Muzeum w Koszalinie[22],
- 2013 – Keep level/Trzymaj poziom, Galeria Sztuki Współczesnej w Opolu[2].

### Wybrane wystawy zbiorowe
- 1968 – Kompozycja Przestrzeni Emocjonalnej „Ciągłe spadanie”, Muzeum Architektury, Wrocław (z Barbarą Kozłowską, Ernestem Niemczykiem, Wiesławem Rembielińskim i Ryszardem Zamorskim),
- 1970 – Sympozjum Plastyczne Wrocław '70, Wrocław; VIII Międzynarodowe Spotkania Artystów, Naukowców i Teoretyków Sztuki, Osieki; Sztuka Pojęciowa, Galeria Pod Moną Lizą, Wrocław,
- 1971 – IV Biennale Form Przestrzennych „Zjazd Marzycieli”, Galeria EL, Elbląg,
- 1972 – Atelier 72, Richard Demarco Gallery, Edynburg,
- 1974 – Kontrapunkt, Galeria Sztuki Informacji Kreatywnej, Wrocław; The Students Cultural Center Gallery, Belgrad,
- 1975 – To Callanish from Hagar Quim, Richard Demarco Gallery, Edynburg,
- 1978 – Plener pytań, Miastko,
- 1979 – Sztuka i konkret, Centrum Kultury Nad Fosą, Galeria Katakumby, Galeria X, Wrocław
- 1980 – Punkt, Toruń,
- 1988 – Struna, Galeria Działań, Warszawa,
- 1990 – Galeria X, Wrocław,
- 1991 – Redukta, Centrum Sztuki Współczesnej Zamek Ujazdowski, Warszawa,
- 1992 – Sztuka konkretna nieograniczona, Galeria Miejska, Wrocław,
- 1996 – Jeder Meter für die Kunst, Muzeum Okręgowe, Koszalin,
- 1997 – Treib-Buch-Orbit, Gesamthochschule Bibliothek, Kassel,
- 1999 – Refleksja konceptualna w sztuce polskiej. Doświadczenia dyskursu: 1965-1975, Centrum Sztuki Współczesnej Zamek Ujazdowski, Warszawa,
- 2000 – Polska poezja konkretna, Galeria Bielska BWA, Bielsko-Biała,
- 2001 – Wokół znaku. Polska poezja konkretna i sztuka konceptualna, Galeria Sztuki Współczesnej BWA, Katowice,
- 2003 – Bookmorning, Galeria Działań, Warszawa[1].

### Wybrane publikacje

#### Artykuły i monografie
- Plastyka – zawód i powołanie. Dynamika rozwoju środowiska na Dolnym Śląsku w latach 1945–1975, [w:] Kultura na Dolnym Śląsku, red. J. Trzynadlowski, Wrocław 1977.
- Rozwój i rozpad środowiska twórczego: Wrocław 1945-95, Wrocław: Galeria „X”, 1994.
- Borys Michałowski (1905–1995): rzeźba nadmiaru, Wrocław: Akademia Sztuk Pięknych, 1997.
- Pochwała archeologii (w sztuce), Rzeźba Polska, t. 5 (1990–1991), s. 19–25.
- Nowa duchowość nowej sztuki, Rzeźba Polska, t. 12 (2006), s. 29–31.

#### Redakcja
- Wrocławskie galerie sztuki 1945-1978, red. Wiesław Geras, Zbigniew Makarewicz, Wrocław: Towarzystwo Miłośników Wrocławia, 1978.
- Sympozjum Plastyczne Wrocław '70, red. Danuta Dziedzic, Zbigniew Makarewicz, Wrocław: Ośrodek Teatru Otwartego „Kalambur”, 1983.
- Kiedy artysta był tworzywem historii: wybór źródeł do historii Akademii Sztuk Pięknych we Wrocławiu 1946-1989, wybór i oprac. Krzysztof Popiński ; red. nauk. Zbigniew Makarewicz, Wrocław: Akademia Sztuk Pięknych, 2006
- Wrocławskie środowisko akademickie: twórcy i ich uczniowie 1945-2005, zespół red. Adam Chmielewski et al., Wrocław [etc.]: Zakład Narodowy im. Ossolińskich – Wydawnictwo, cop. 2007.

#### Teksty w katalogach
- 10xTak: Grupa Tkactwa Artystycznego, red. Elżbieta Łubowicz, Wrocław: Ośrodek Kultury i Sztuki, [ca 1980].
- Joanna Czerwińska: siatka: wystawa prac, Warszawa: Stołeczne Biuro Wystaw Artystycznych, 1987.
- Wielki jubileuszowy otwarty Salon malarstwa ZPAP: wystawa w ramach obchodów 80-lecia ZPAP, oprac. red. Adam Brincken, Janusz Feliński, Adam Wsiołkowski, Kraków: ZPAP. Okręg Krakowski, 1992.
- Ludwika Ogorzelec, Warszawa: Centrum Sztuki Współczesnej, 1994.
- Mandzios, Ogorzelec, Hirakawa, La Roze, Wrocław: Biuro Wystaw Artystycznych, 1994.
- Polska Abstrakcja Analityczna, 1994–1999 = Polish Analitical Abstraction, 1994-1999, red. Jan Chwałczyk, Wrocław: BWA Wrocław – Galerie Sztuki Współczesnej, 1999.
- Doświadczenia: Tomasz Domański, Barbara Fus, Grażyna Jaskierska, Wrocław: BWA Wrocław – Galerie Sztuki Współczesnej, 2001.
- Ceramika = Ceramics, [Jelenia Góra]: Moniatowicz Foto Studio, cop. 2010.
- Tomasz Tomaszewski: Skulptur = rzeźba, Wrocław: Eugeniusz-Geppert-Akademie der Schönen Künste, [2016].
- 25 / 25 : 25 Autorów na 25-lecie Galerii = 25 Artists on the 25th anniversary of the Gallery, Wrocław: Galeria Miejska, 2016.
- Iain Patterson – Out West, Ostrava: Kabinet architektury: Galerie výtvarného umění ; Wrocław: Muzeum Architektury, 2016.
- A my po ESK*...: ekspresja, struktura, kolor, red. Beata Głowala, Wrocław: Związek Polskich Artystów Plastyków. Okręg Wrocławski, 2018.

## Odznaczenia, nagrody i wyróżnienia
- 2008 – nagroda Kolegium Rektorów Uczelni Wrocławia i Opola za działalność na rzecz integracji środowiska akademickiego (publikacja Środowisko akademickie Wrocławia – Twórcy i ich uczniowie 1945-2005)[5].
- 2020 – stypendium artystyczne Prezydenta Wrocławia[23].
- 2022 – Złoty Medal „Zasłużony Kulturze Gloria Artis”[24]

## Życie prywatne
Jego żoną była artystka Barbara Kozłowska, ich ślub odbył się w 1970 r.
Odbył podróże do Austrii, Białorusi, Czech, Francji, Holandii, Litwy, Malty, Niemiec, Słowacji, Słowenii, Rosji, Stanów Zjednoczonych Ameryki Północnej, Węgier, Wielkiej Brytanii i Włoch.
W 1979 r. uległ wypadkowi podczas szkolenia oficerów rezerwy i od 1984 r. otrzymuje rentę inwalidzką z powodu utraty zdrowia.